# کارخانه فولاد یاهاتا

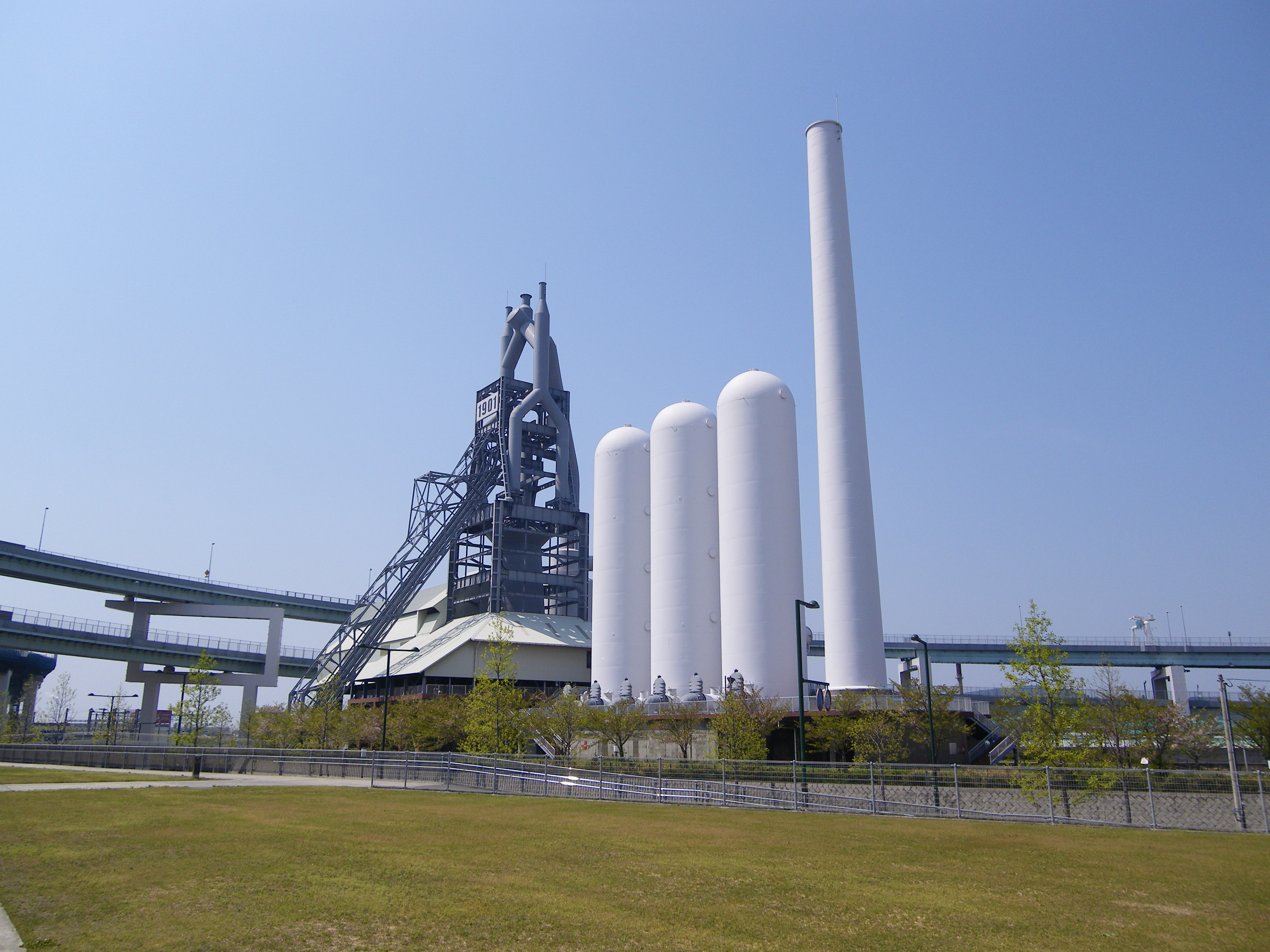
اولین کوره بلند هیگاشیدا، در سال ۱۹۰۱ با تولید اسمی روزانه ۱۶۰ تن. اکنون یک ملک فرهنگی شهرداری است

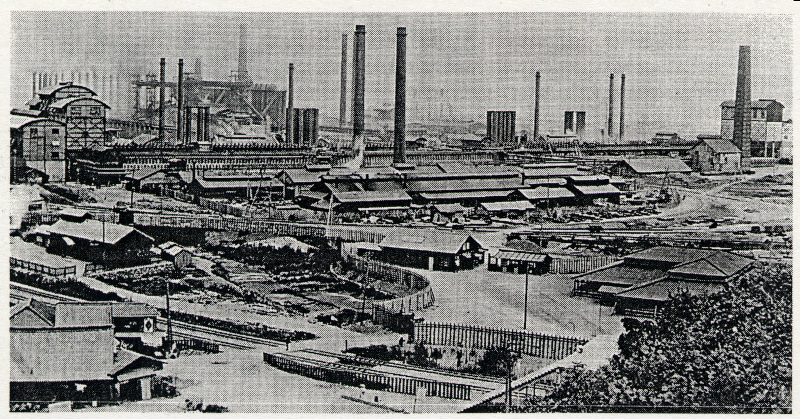
کارخانه فولاد یاهاتا در دوره تایشو

کارخانه فولاد یاهاتا (انگلیسی: Yahata Steel Works) یک کارخانه فولاد در کیتاکیوشو، فوکوئوکا، استان فوکوئوکا، ژاپن است. کارخانه فولاد امپراتوری در سال ۱۸۹۶ برای پاسخگویی به تقاضای روزافزون صنایع در حال رشد کشتی سازی، راه‌آهن، ساخت و ساز و تسلیحات کشور در دوره میجی تأسیس شد. مکان انتخاب شده شهر سابق یاهاتا بود که اکنون در کیتاکیوشو ادغام شده که در نزدیکی معادن زغال سنگ و با دسترسی آسان به دریا قرار دارد.